# Suzanne Deriex
Suzanne Deriex, pseudoniem van Suzanne Cuendet (Yverdon-les-Bains, 16 april 1926 – Cully, 28 juli 2024) was een Zwitserse schrijfster.

## Biografie

### Afkomst en opleiding
Suzanne Deriex was een dochter van Samuel Cuendet, die chirurg was, en van Jeanne Fauquex, die afkomstig was van Riex (vanwaar tevens haar pseudoniem). Ze was een nicht van Frédéric Fauquex. Ze was getrouwd met Jean-François Piguet, een advocaat, stafhouder en vader van een notaris die een neef was van Charles-Ferdinand Ramuz. Ze studeerde theologie in Lausanne en Bazel en behaalde in Lausanne ook een licentiaat in de wiskunde.

### Carrière
Deriex schreef hoorspelen, kortverhalen, verhalen en romans. Haar personages strijden moedig en eenzaam tegen de wisselvalligheden van het bestaan en het onbegrip van hun dierbaren, wat bijvoorbeeld naar voren komt in Pour dormir sans rêves uit 1980. In Les Sept Vies de Louise Croisier née Moraz schetst ze, aan de hand van de figuur van een vrouwelijke minnares, de geschiedenis van een wijnbouwgemeenschap in Lavaux die worstelt met de vooruitgang en sociale veranderingen sinds het begin van de 20e eeuw. Ze werkte ook rond de geschiedenis van haar eigen familie, onder meer in Un arbre de vie (1995), Exils (1997) en La Tourmente (2001).
Deriex overleed op 28 juli 2024 op 98-jarige leeftijd.

## Werken
- (fr)  Pour dormir sans rêves, 1980
- (fr)  Les Sept Vies de Louise Croisier née Moraz.
- (fr)  Un arbre de vie, 1995.
- (fr)  Exils, 1997.
- (fr)  La Tourmente, 2001.

- Bibsys: 90391490
- Bibliothèque nationale de France: cb13329965r (data)
- Gemeinsame Normdatei: 13220617X
- Historisch woordenboek van Zwitserland: 016059
- International Standard Name Identifier: 0000 0000 8089 231X
- Library of Congress Control Number: n85803923
- Nationale Bibliotheek van Israël: 987007425801705171
- Nederlandse Thesaurus van Auteursnamen: 152109897
- Système universitaire de documentation: 035692146
- Virtual International Authority File: 9992778
- WorldCat: E39PBJvxxrbY6YPTFPWRmQYByd